# Resolução de disputas
Resolução de disputas ou solução de disputas é o processo de resolução de disputas entre as partes. O termo "resolução de disputas" é a "resolução de conflitos" por meios legais.
Os locais proeminentes para a solução de controvérsias no direito internacional incluem a Corte Internacional de Justiça (anteriormente denominada Corte Permanente de Justiça Internacional); o Comitê de Direitos Humanos das Nações Unidas (que opera sob o Pacto Internacional dos Direitos Civis e Políticos) e a Corte Europeia de Direitos Humanos; o Órgão de Apelação da Organização Mundial do Comércio; e o Tribunal Internacional do Direito do Mar. Metade de todos os acordos internacionais inclui um mecanismo de resolução de disputas.
Os Estados também são conhecidos por estabelecerem seus próprios tribunais de arbitragem para resolver disputas. Tribunais internacionais privados proeminentes, que julgam disputas entre entidades privadas comerciais, incluem a Corte Internacional de Arbitragem [en] (da Câmara de Comércio Internacional) e a Corte de Arbitragem Internacional de Londres [en].

## Métodos
Os métodos de resolução de disputas incluem:
- Ações judiciais (litígio) (legislativo)[5]

- Arbitragem

- Lei colaborativa [en]

- Mediação

- Conciliação

- Negociação

- Facilitador

- Prevenção de conflitos [en]

Teoricamente, é possível incluir a violência ou até mesmo a guerra como parte desse espectro, mas os profissionais de resolução de disputas geralmente não o fazem; a violência raramente encerra as disputas de forma eficaz e, na verdade, muitas vezes apenas as aumenta. Além disso, a violência raramente faz com que as partes envolvidas na disputa não discordem mais sobre a questão que causou a violência. Por exemplo, o fato de um país vencer com sucesso uma guerra para anexar parte do território de outro país não faz com que as nações que estavam guerreando anteriormente deixem de discordar seriamente sobre a quem o território pertence por direito, e as tensões ainda podem permanecer altas entre as duas nações.
Os processos de resolução de disputas se dividem em dois tipos principais:
1. Processos adjudicatórios, como litígio ou arbitragem, nos quais um juiz, júri ou árbitro determina o resultado.
2. Processos consensuais, como lei colaborativa, mediação, conciliação ou negociação, nos quais as partes tentam chegar a um acordo.

Nem todas as disputas, mesmo aquelas em que ocorre intervenção qualificada, terminam em resolução. Essas disputas intratáveis formam uma área especial nos estudos de resolução de disputas.
A resolução de disputas é um requisito importante no comércio internacional, incluindo negociação, mediação, arbitragem e litígio.

## Resolução de disputas legais
O sistema jurídico oferece soluções para muitos tipos diferentes de disputas. Alguns disputantes não chegarão a um acordo por meio de um processo colaborativo. Algumas disputas precisam do poder coercitivo do Estado para impor uma solução. Talvez o mais importante seja o fato de que muitas pessoas querem um defensor profissional quando se envolvem em uma disputa, principalmente se a disputa envolver direitos legais percebidos, irregularidades legais ou ameaça de ação legal contra elas.
A forma mais comum de resolução de disputas judiciais é o litígio. O litígio é iniciado quando uma parte entra com uma ação contra a outra. Nos Estados Unidos, o litígio é facilitado pelo governo em tribunais federais, estaduais e municipais. Embora o litígio seja frequentemente usado para resolver disputas, ele é estritamente uma forma de julgamento de conflitos e não uma forma de resolução de conflitos em si. Isso ocorre porque o litígio determina apenas os direitos e as obrigações legais das partes envolvidas em uma disputa e não necessariamente resolve o desacordo entre as partes envolvidas na disputa. Por exemplo, os casos da Suprema Corte podem decidir se os estados dos EUA têm o direito constitucional de criminalizar o aborto, mas não farão com que as partes envolvidas no caso deixem de discordar sobre se os estados têm de fato a autoridade constitucional para restringir o acesso ao aborto, pois uma das partes pode discordar do raciocínio da Suprema Corte e ainda discordar da parte com a qual a Suprema Corte está do lado. Os procedimentos de litígio são muito formais e são regidos por regras, como regras de evidência e procedimento, que são estabelecidas pela legislatura. Os resultados são decididos por um juiz e/ou júri imparcial, com base nas questões factuais do caso e na lei aplicável. O veredicto do tribunal é vinculativo, não consultivo; no entanto, ambas as partes têm o direito de recorrer da sentença para um tribunal superior. A resolução de disputas judiciais é normalmente de natureza adversária, por exemplo, envolvendo partes antagônicas ou interesses opostos que buscam um resultado mais favorável à sua posição.
Devido à natureza antagônica do litígio, os colaboradores frequentemente optam por resolver as disputas de forma privada.
Juízes aposentados ou advogados particulares geralmente se tornam árbitros ou mediadores; entretanto, especialistas treinados e qualificados em resolução de disputas não jurídicas formam um corpo crescente no campo da resolução alternativa de disputas [en] (ADR). Nos Estados Unidos, muitos estados agora têm mediação ou outros programas de ADR anexados aos tribunais, para facilitar a resolução de processos judiciais.

## Resolução extrajudicial de disputas
Alguns usam o termo resolução de disputas para se referir apenas à resolução alternativa de disputas (ADR), ou seja, processos extrajudiciais como arbitragem, lei colaborativa e mediação usados para resolver conflitos e possíveis conflitos entre indivíduos, entidades comerciais, órgãos governamentais e (no contexto do direito internacional) Estados. A ADR geralmente depende do acordo das partes para usar os processos de ADR, seja antes ou depois do surgimento de uma disputa. A ADR tem tido aceitação e utilização cada vez maiores devido à percepção de maior flexibilidade, custos inferiores aos do litígio tradicional e resolução rápida de disputas, entre outras vantagens percebidas. No entanto, alguns criticaram esses métodos como se estivessem tirando o direito de buscar reparação de queixas nos tribunais, sugerindo que a resolução extrajudicial de disputas pode não oferecer o caminho mais justo para as partes que não estão em uma relação de negociação igualitária, por exemplo, em uma disputa entre um consumidor e uma grande corporação. Além disso, em algumas circunstâncias, a arbitragem e outros processos de ADR podem se tornar tão ou mais caros que o litígio.